# 白喉疫苗
白喉疫苗是一種用來對抗白喉桿菌的疫苗，而白喉桿菌正是白喉的致病原。在1980年到2000年間，白喉疫苗的出現讓白喉患者的感染人數減少90%之多。前三劑施打的疫苗可提供約95%免疫力，其效力可達十年之久，並建議在十年後再追加施打一劑。 目前會讓出生六週的嬰孩接種疫苗並在接下來每四週追加施打一劑。
白喉疫苗非常安全。只有極少數的案例有嚴重的副作用。在施打部位可能伴隨有疼痛感，在接種後幾週注射部位也可能有腫起的情形。此疫苗對孕婦又或是免疫功能不全的患者都是相對安全的，並不需特別注意。
有許多混合疫苗被用來預防白喉；其中包括 破傷風類毒素疫苗（又稱為 破傷風疫苗或DT疫苗）或是被稱為DPT的百日咳白喉破傷風三聯疫苗。自1974年起，世界衛生組織就廣泛的推廣這些疫苗的使用，目前約有84%的世界人口已接種。此疫苗是經由肌肉注射的方式給予，保存方式為冷藏而不是冷凍。
白喉疫苗於1923年問世，為名列世界衛生組織基本藥物標準清單內的藥物，同時也是基礎醫療系統內的重要必須藥品。混合有破傷風類毒素的白喉混合疫苗，在2014年的量販價格約介於0.12到0.99美元間，美國的售價則是低於25美元。